# 川勝義雄
川勝 義雄（かわかつ よしお、1922年（大正11年）11月8日 - 1984年（昭和59年）4月4日）は、日本の東洋史学者。京都大学人文科学研究所教授。専門は六朝期の中国史、中国思想史。京都市生まれ。

## 略歴
京焼の一つ粟田口焼の窯元の息子として生まれ、京都府立第一中学（現：京都府立洛北高等学校・附属中学校）、第三高等学校、京都帝国大学文学部卒業。京都大学人文科学研究所の司書系の助手になり、後研究系の助手、フランスに留学してヨーロッパ東洋学を学び、東洋学者アンリ・マスペロの著書を翻訳した。帰国後京都大学人文科学研究所教授在職中に没した。

## 研究
内藤湖南・宮崎市定の魏晋南北朝時代を中世とする論を受け継ぐ京都学派の一人であり、特に中国の貴族制研究において谷川道雄と共に「豪族共同体論」を展開し、矢野主税・越智重明らと激しい論争を繰り広げた。
なお同じ中世説をとっていても宮崎との理解は若干異なる。特に五井直弘との門生故吏論争や、矢野主税との貴族制理解をめぐって論争が繰り広げられた。川勝・矢野の論争は有名だが、どちらも論理が先行し、それに合わせて史料を提示するため、実証的な面から言えば双方に問題が多い。論理先行のため、双方の主張がかみ合わず、論点がずれていたことや、時代区分論争よりも個別的な問題を取り扱う傾向が強くなり、決着を見ないまま、川勝が死去したことで議論は終了した。

## 親族
哲学者下村寅太郎は親族。

## 著作
著書
- 『中国の歴史 3 魏晋南北朝』講談社、1974年
  - 『魏晋南北朝』講談社学術文庫、2003年。改訂版（単著）
- 『六朝貴族制社会の研究』岩波書店、1982年、復刊2000年。オンデマンド版2014年
- 『中国人の歴史意識』平凡社選書、1986年／平凡社ライブラリー、1993年、復刊2022年

訳書
- アンリ・マスペロ『道教』東海大学出版会、1966年
  - 改訂版 平凡社東洋文庫、1978年。ワイド版2006年／平凡社ライブラリー、2000年
- 『史記列伝』貝塚茂樹共編訳、中央公論新社〈中公クラシックス〉全2巻、2001年
  - 元版『世界の名著 (11) 司馬遷』中央公論社、1968年／中公バックス、1978年
- 『中国文明選 (12) 史学論集』朝日新聞社、1973年、再版1977年